# Hatiora gaertneri
Hatiora gaertneri là một loài thực vật có hoa trong họ Cactaceae. Loài này được (Regel) Barthlott mô tả khoa học đầu tiên năm 1987.

## Hình ảnh

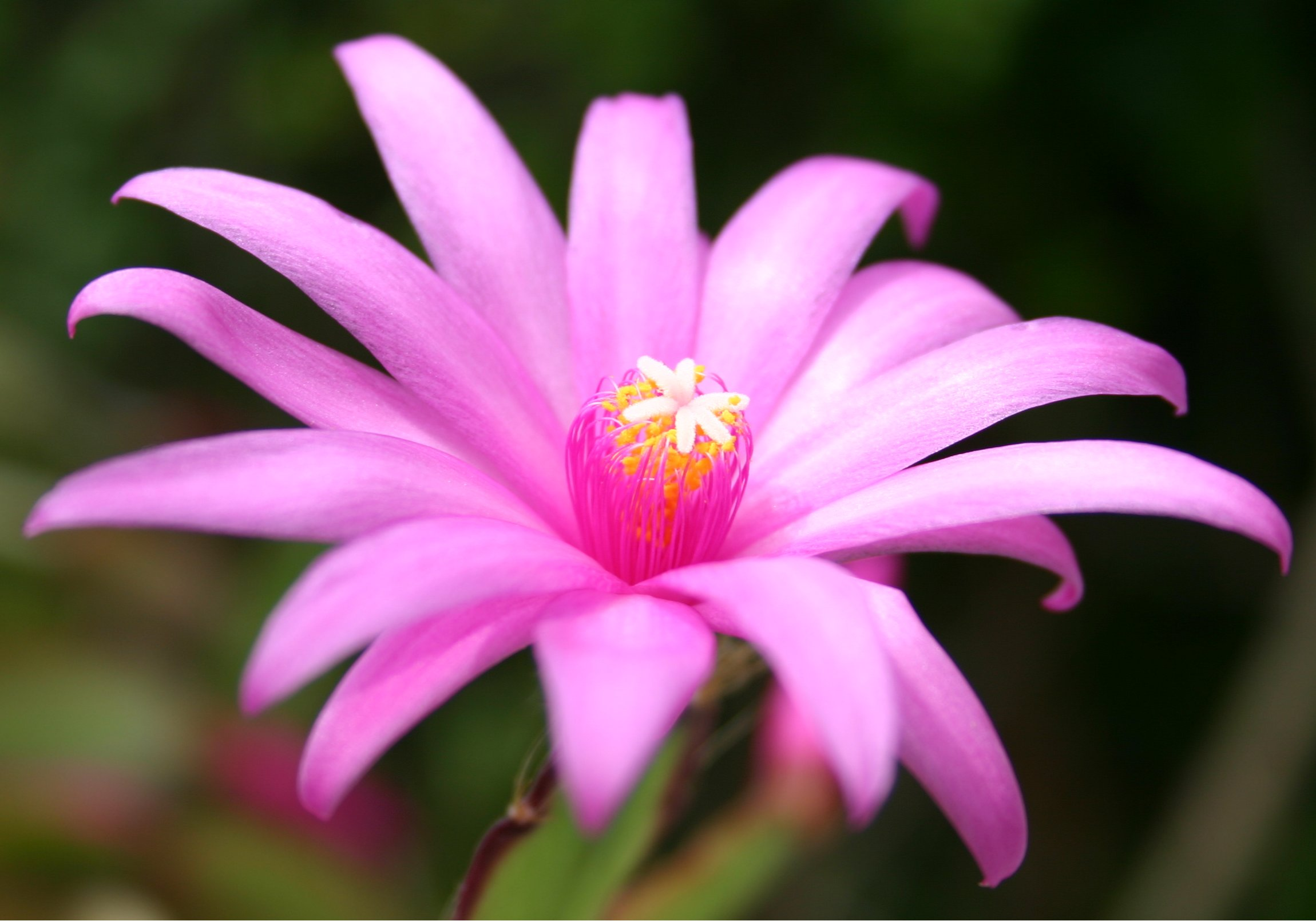
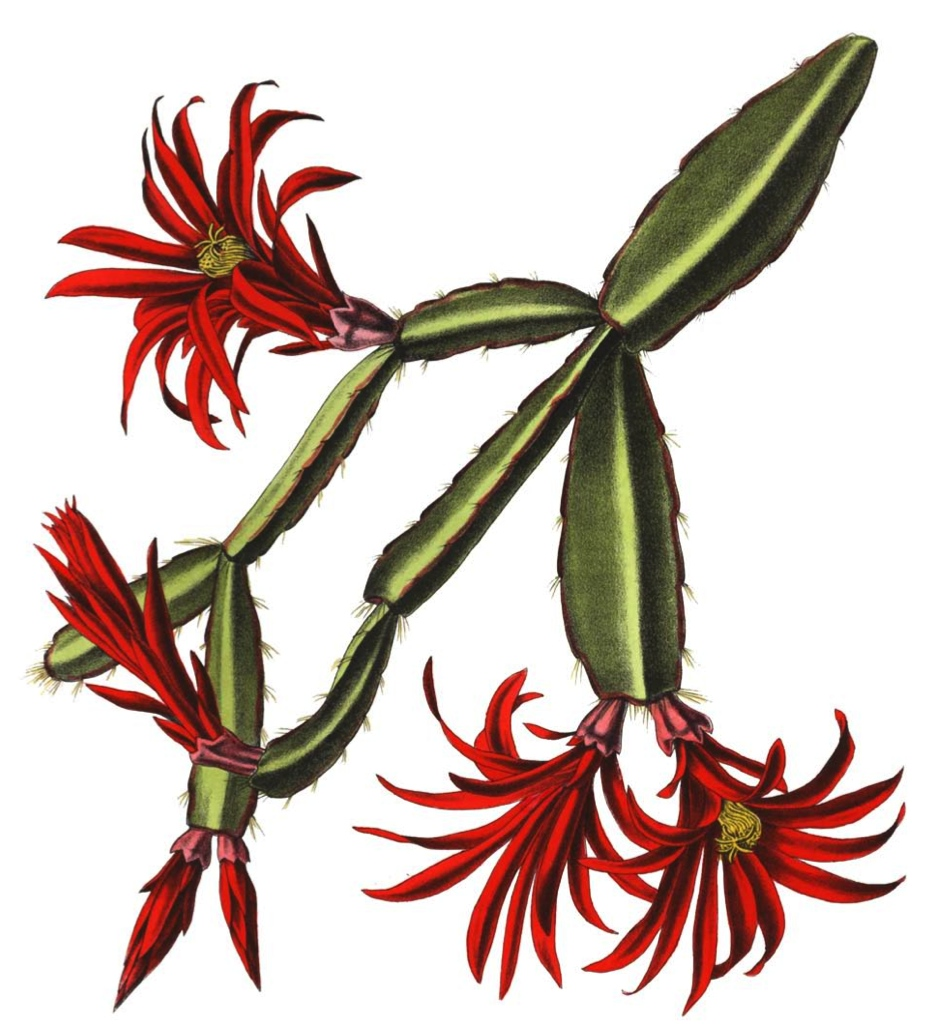
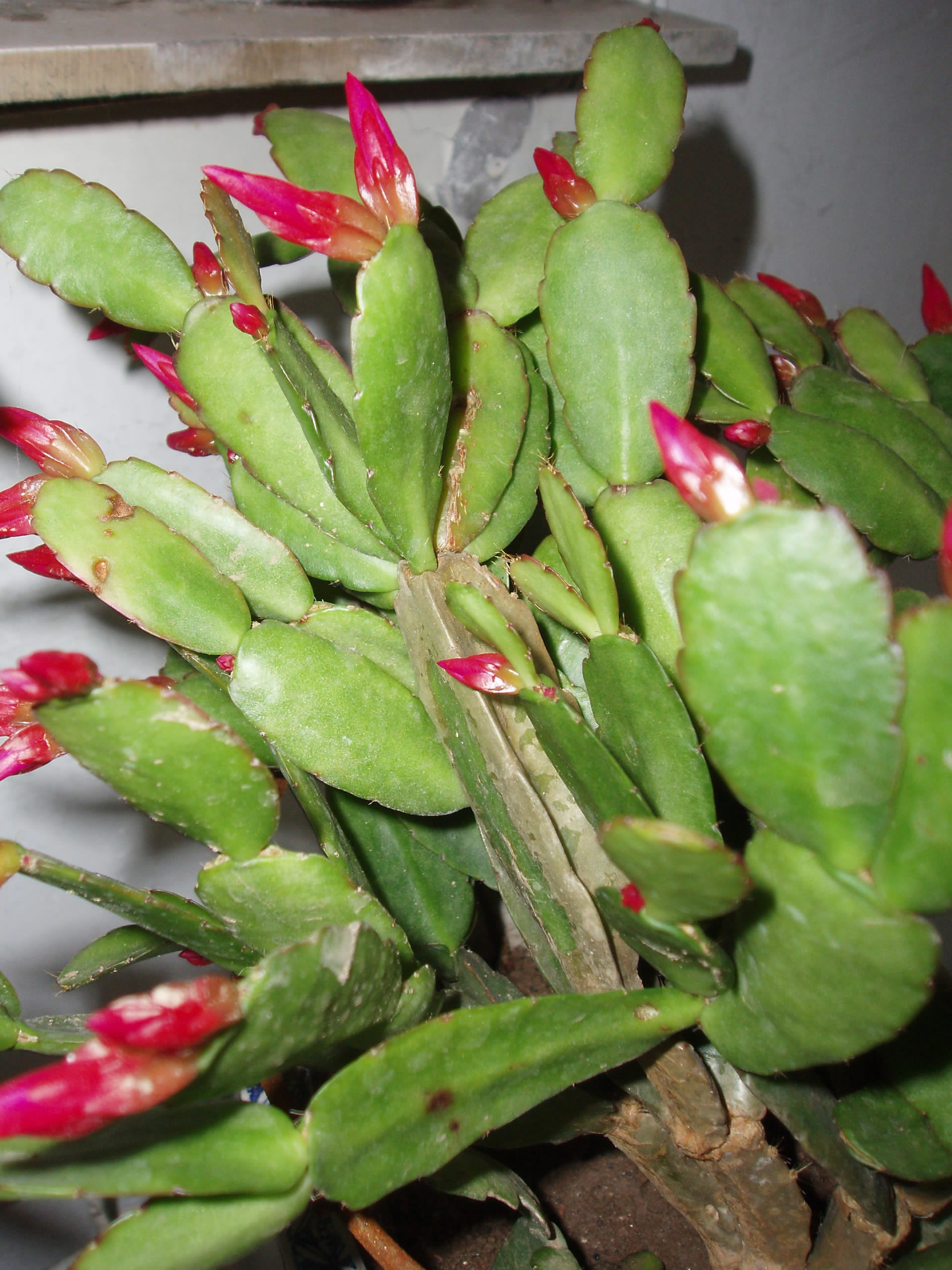
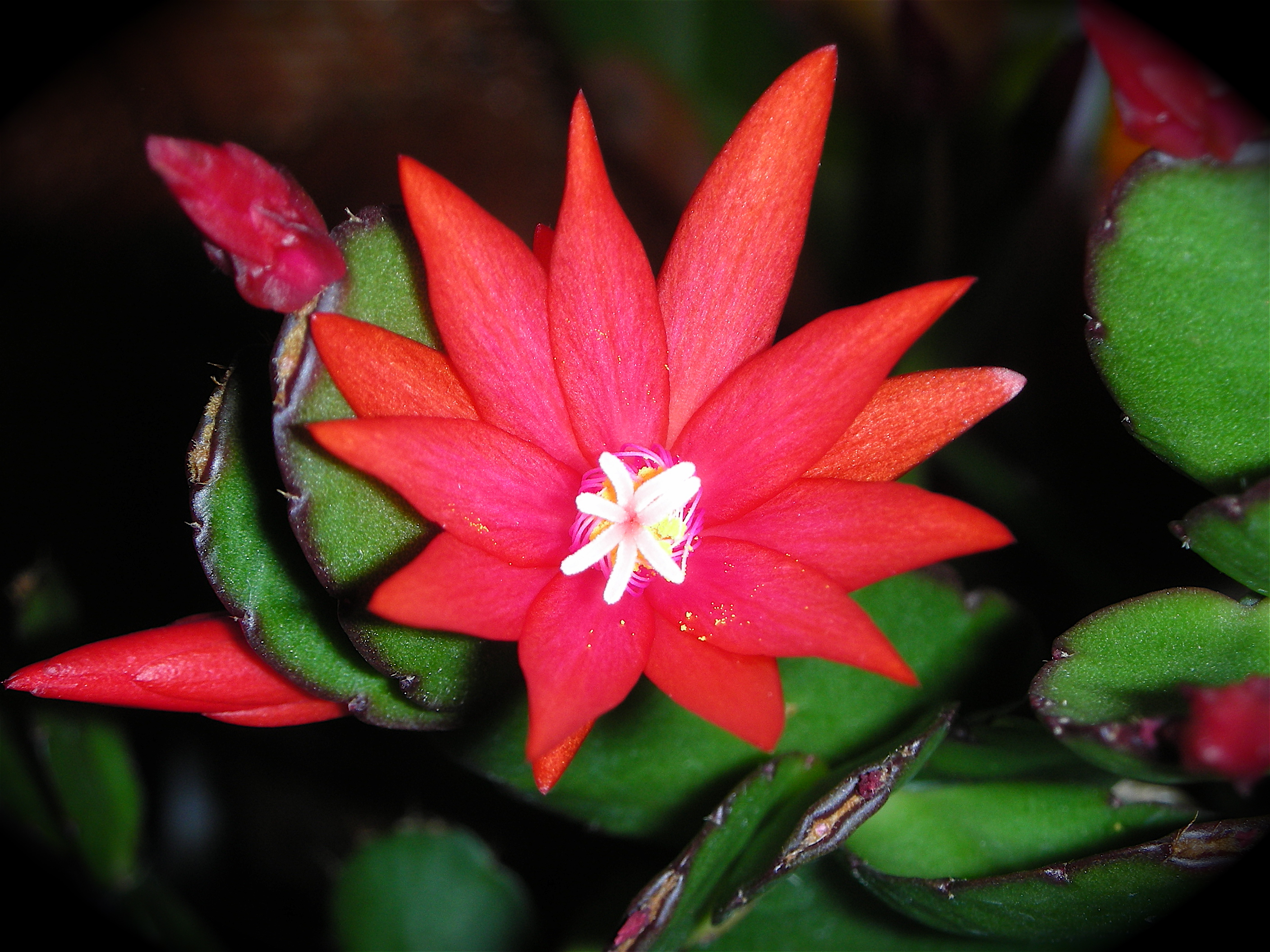